# Łebedyn (obwód czerkaski)
Łebedyn (ukr.  Лебедин) – wieś na Ukrainie, w obwodzie czerkaskim, rejonie zwinogródzkim (dawniej w rejonie szpolanskim). W 2024 roku liczyła ok. 3.4 tys. mieszkańców.
Siedziba dawnej gminy Łebedyn w powiecie czehryńskim na Ukrainie.

## Urodzeni w Łebedynie
- Stanisław Kalinowski – polski fizyk, profesor Politechniki Warszawskiej i Wolnej Wszechnicy Polskiej, senator i poseł na Sejm w II RP[3].